# It's Beginning to Look a Lot Like Christmas
It's Beginning to Look a Lot Like Christmas è una celebre canzone natalizia, scritta - originariamente con il titolo It's Beginning to Look Like Christmas - nel 1951 dal compositore statunitense Robert Meredith Willson (1902-1984, autore, tra l'altro, delle musiche del musical The Unsinkable Molly Brown).
Le prime incisioni sono state quelle di Perry Como & The Fontane Sisters con l'orchestra di Mitchell Ayres (settembre 1951) e di Bing Crosby (ottobre 1951).
Il brano venne in seguito inserito nel musical di Broadway del 1963 Here's Love, basato sul film di George Seaton Il miracolo della 34ª strada (Miracle on 34th Street, 1947).

## Testo
Il testo, di carattere "laico", descrive la stagione natalizia in una città moderna con tutti i suoi stereotipi (giocattoli nei grandi magazzini, canditi, addobbi con l'agrifoglio, ecc.), mentre dei bambini di nome Barney, Ben, Janice e Jen aspettano che Babbo Natale porti a loro i regali auspicati.
Il fatto che nel testo venga citato un "Grand Hotel" ha fatto pensare che la canzone sia stata composta durante la permanenza di Meredith Willson nel Yarmouth's Grand Hotel a Yarmouth in Nuova Scozia (Canada), ma non ci sono prove in proposito.

## Incisioni discografiche
Oltre alle citate incisioni di Perry Como & The Fontane Sisters e di Bing Crosby del 1951, il brano è stato cantato anche da numerosi altri cantanti e gruppi, quali: America, Lori Andrews, Ray Anthony, Scott Bakula, The Chipmunks, The Countdown Kids, The Countdown Sisters, Harry Connick Jr., Dean Martin, Johnny Mathis, Anne Murray, Kate Smith, Dionne Warwick e, nel 2011, Michael Bublé.

## Classifiche
Versione di Perry Cuomo
| Classifica (2008-21) | Posizione massima |
| -------------------- | ----------------- |
| Canada               | 44                |
| Regno Unito          | 47                |
| Stati Uniti          | 12                |
| Svizzera             | 56                |

Versione di Michael Bublé
| Classifica (2018-21) | Posizione massima |
| -------------------- | ----------------- |
| Australia            | 3                 |
| Canada               | 4                 |
| Italia               | 5                 |
| Lussemburgo          | 4                 |
| Norvegia             | 3                 |
| Nuova Zelanda        | 5                 |
| Regno Unito          | 6                 |
| Stati Uniti          | 20                |
| Sudafrica            | 23                |
| Svezia               | 4                 |
| Svizzera             | 4                 |
| Vietnam              | 90                |